# 達瓦 (蒙古族)
達瓦（1910年代約1914年—？年），蒙古族，西套蒙古額濟納土爾扈特旗（今內蒙古自治區額濟納旗）人。中華民國大陸時期、中華人民共和國政治人物，曾任制憲國民大會代表、立法院第一屆立法委員。
1946年（民國35年），出席制憲國民大會時年32歲，時任額濟納旗防守司令部參謀，身材矮小而強健，為蒙古族優秀青年軍官之一。

## 經歷
- 1946年（民國35年），當選制憲國民大會代表。
- 1948年（民國37年），因額濟納舊土爾扈特特別旗選出之第一屆立法委員嘎瓦不克赴南京出席立法院會議，遞補當選第一屆立法委員[2]，曾出席第一屆立法院第一會期內政及地方自治委員會、經濟及資源委員會。
- 1949年（民國38年）9月時，任額濟納旗阿日格興札楞副參領、防守司令部軍需處中校主任[3]。
- 1951年，額濟納旗保安隊整編為中國人民解放軍額濟納旗保安大隊，定為75人，任命達瓦為大隊長。自旗保安隊列入解放軍序列至1955年間，達瓦一直任大隊長。[4]
- 1955年，額濟納旗保安大隊改編為額濟納旗公安大隊，隸屬于額濟納旗公安局領導之下。達瓦調任巴彥淖爾盟水利處副處長。[4]